# Sopot–Bicske-kultúra
A Sopot–Bicske-kultúra a Dunántúlon a középső újkőkorszakot záró, a vonaldíszes kerámia kultúráját követő déli eredetű régészeti kultúra, mely a vinča–tordosi kultúra nyugati ágának egyik népcsoportja. Hazai névadó lelőhelyén, a Fejér vármegyei Bicskén telepük részleteit és néhány temetkezésüket is feltárta az 1960-as években Makkay János. A nemzetközileg elfogadott elnevezés (Sopot kultúra) kiegészítése az ő érdeme. Lelőhelyek: Hidas, Izmény, Bicske, a Szombathely melletti Sé község (séi Vénusz). Jellemző eszköz a fanyeles agyagkanál. A séi lelőhely ásatói: Károlyi Mária, Ilon Gábor. A kultúra kiterjed a Nyugat-Balkánra is.